# 亞馬維爾州
阿尔马维尔州（發音：[ɑɾmɑˈviɾ] ⓘ）是亞美尼亞西南部的一个州，與首都葉里溫、阿拉加措特恩州、亞拉拉特州等州份及土耳其相鄰。全州面积为1,242平方公里，2011年人口数量为265,770人。
州內有一座國際機場。萨达拉帕特战役纪念馆和穆萨山抵抗纪念馆是该州的主要景点之一。该州以古代阿尔马维尔城市命名，亚美尼亚的13个历史城市之一。